# فرودگاه بلیرزویل
فرودگاه بلیرزویل (به انگلیسی: Blairsville Airport) یک فرودگاه همگانی بهره‌برداری هوایی است که یک باند فرود آسفالت دارد و طول باند آن ۱۵۲۶ متر است. این فرودگاه در کشور ایالات متحده آمریکا قرار دارد و در ارتفاع ۵۸۲ متری از سطح دریا واقع شده‌است.